# Josep Rocabruna i Valdivieso
Josep Rocabruna i Valdivieso (Barcelona, 1879 – Mèxic, 1957) va ser un violinista i professor de música català, gran animador de la música mexicana de la primera meitat del segle xx.

## Biografia
Després de rebre les primeres nocions de música a l'escolania de la Mercè de Barcelona, estudià al conservatori del Liceu amb Domènec Sànchez i Deyà. Ensenyà violí al Conservatori del Liceu (1895) i formà part de l'orquestra del Liceu com a concertino de violí i, l'any 1897, del Quartet Crickboom, amb Pau Casals al violoncel, Mathieu Crickboom i Josep Rocabruna al violí i Rafael Gàlvez a la viola. Poc després, el 1901, va anar de gira a Amèrica amb el conjunt musical Octeto Español, i Rocabruna actuà i triomfà com a concertino al Metropolitan Opera House de Nova York. A l'any següent l'octet es trasllada a Mèxic, on va fer diverses actuacions, però tres dels músics decidiren plegar-ne per establir-se al país: en Rocabruna, el pianista Joan Roure i el violoncel·lista Guillem Ferrer. Posteriorment, amb el també català Lluís G. Jordà, fundà el Quintet Jordà-Rocabruna, que integraven els músics Josep Rocabruna (violí 1r), Guillermo Gómez (violí 2n), Guillem Ferrer (violoncel), Lluís Jordà (piano) i Lluís Mas (harmònium).
En Rocabruna començà una important carrera de promoció de la música a Mèxic quan Justo Sierra, ministre d'educació, li oferí el 1903 la càtedra de violí del Conservatorio Nacional de Mèxic, un càrrec que Rocabruna conservà de per vida. Compaginà aquesta tasca amb la fundació (1915) i l'animació de la "Sociedad de Música de Cámara", la pertinença a la "Unión Filarmónica", la direcció de l'Orquesta Sinfónica del Sindicato de Filarmónicos (1926-28), de l'Orquesta Sinfónica de la Universidad Nacional Autónoma de México (1929-...) i de l'Orquesta Alemana... Fou fundador i director, durant molts anys, de l'Orquesta Sinfónica Mexicana, i també fou director de l'Escuela Nacional de Música (1939-1942). Integrat a la vida i activitats dels catalans residents en aquest país, contribuí als Jocs Florals de la Llengua Catalana i, amb els ja esmentats Lluís G. Jordà i Guillem Ferrer, formà part del nucli fundacional de l'Orfeó Català de Mèxic. Entre els seus deixebles tingué els futurs músics Daniel Ayala, Federico Baena, Benjamín Cuervo, Luis Meneses, Armando Montiel, Salvador Pérez Márquez, Silvestre Revueltas, Arturo Romero, Luis Sandi, Ezequiel Sierra i Lauro Urangas.
Té un carrer dedicat a Coyoacán (Ciutat de Mèxic).

## Enregistraments
- Cilindres Edison:[1]
  - Gravació del 1905 del Quinteto Jordá-Rocabruna, intrepretant El amor es la vida, de Julio Ituarte Arxivat 2011-07-27 a Wayback Machine.
  - Gravació del 1913 del Quinteto Jordá-Rocabruna, Monte Cristo (ref. 1768)
  - Gravació de Josep Rocabruna al violí, Romance & Tarantella (ref. 4M-460)